# 威廉斯堡鎮區 (堪薩斯州富蘭克林縣)
威廉斯堡鎮區（英語：Williamsburg Township）為位在美國堪薩斯州富蘭克林縣的鎮區。2010年美国人口普查中該鎮區人口有704人。鎮區名稱為來自該鎮區轄下小鎮威廉斯堡。

## 地理
威廉斯堡鎮區涵蓋面積146.15平方（56.43平方英里），境內擁有一座城鎮：威廉斯堡。根據美國地質調查局的資料，此鎮區僅有1座墓園：芒特霍普墓園（Mount Hope Cemetery）。

### 聚居地
- 蘭瑟姆維爾
- 錫爾克維爾（鬼城）
- 威廉斯堡

### 鄰近鎮區
- 富蘭克林縣
  - 格林伍德鎮區（北）
  - 霍姆伍德鎮區（東北）
  - 俄亥俄鎮區（東）
  - 里士滿鎮區（東）
- 安德森縣
  - 帕特南鎮區（東南）
  - 里德鎮區（南）
- 科菲縣
  - 羅克克里克鎮區（西南）
- 歐塞奇縣
  - 林肯鎮區（西）

## 人口統計
根據2010年美國人口普查，威廉斯堡鎮區人口有704人，人口密度為4.82人/平方公里。種族組成方面，96.16%為白人；0.14%為非裔美洲人；1.85%為美洲原住民；0%為亞洲人；0%為太平洋島民；0%為來自其他種族；另外有1.85%來自兩個或以上的種族。而西班牙裔美國人或拉丁美洲人等其他族裔佔該鎮區人口的2.13%。

## 境內景點
- 錫爾克維爾：由歐內斯特·德布瓦西埃（Ernest de Boissiere）於1870年設立，錫爾克維爾的產業以絲綢業為主。這座小社區後來逐漸發展起來，直到1892年德布瓦西埃將此牧場捐贈予秘密共濟會會員獨立會（英语：Independent Order of Odd Fellows）且他返回法国為止。

## 外部連結
- USGS Geographic Names Information System (GNIS)（页面存档备份，存于）
- US-Counties.com
- City-Data.com （页面存档备份，存于）